# André-Adolphe-Eugène Disdéri

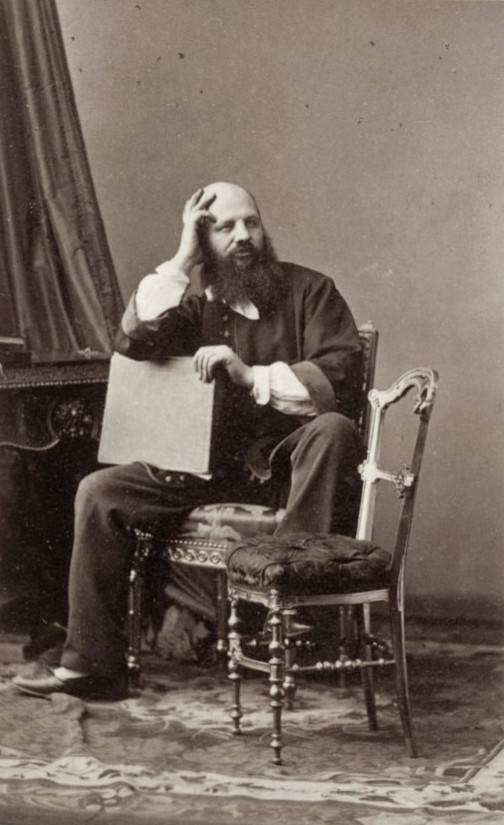
Autoritratto di André Adolphe-Eugène Disdéri nel 1860 circa

André Adolphe Eugène Disdéri (Parigi, 28 marzo 1819 – Parigi, 4 ottobre 1889) è stato un fotografo francese.

## Biografia
Figlio di Jean-André e di Louise-Eugénie, primo di sette figli, la sua famiglia ebbe origini genovesi. Svolse diverse professioni prima di dedicarsi alla fotografia: commerciante come il padre, venditore ambulante, produttore di biancheria intima e calzettaio. In seguito al fallimento delle attività decise di trasferirsi a Brest nel 1848 con la moglie Geneviève Élisabeth Disdéri, sposata nel 1843, una delle prime donne a dedicarsi alla fotografia, dove insieme apriranno uno studio per la dagherrotipia, allora molto in voga. Fino al 1852 infatti i due lavoreranno così a stretto contatto che difficilmente sappiamo a chi appartengono le foto di quegli anni.
Dopo la separazione, nel dicembre 1852 o nel gennaio 1853 Disdéri si trasferì a Nîmes e lì rimase per circa un anno, dove continuerà i suoi esperimenti di chimica, aiutato da Édouard Boyer e da Joseph-Jean-Pierre Laurent e lei continuerà a gestire da sola lo studio di Brest. L'anno dopo, nel 1854, trasferitosi a Parigi, depositò il brevetto della "photo-carte de visite". Secondo questo procedimento otto cliché potevano essere realizzati sulla stessa lastra di vetro creando delle piccole immagini (5,4 cm. x 8,9 cm. circa) che successivamente venivano incollate su cartoncini delle dimensioni dei biglietti da visita. Sotto la foto o dietro era impresso il nome del fotografo ed eventuali dediche, la località e richieste del cliente. La macchina, di sua invenzione, probabilmente era derivata dall'osservazione della fotografia stereoscopica e la lastra che in principio aveva quattro obiettivi, successivamente arrivò ad averne anche otto, perciò ogni posa poteva essere diversa dalle altre oppure nella stessa lastra poteva fotografare più persone alla volta. Questo brevetto lo renderà in breve tempo il fotografo più ricco del mondo.
Anche se l'idea delle carte de visite appartiene al fotografo marsigliese Louis Dodero, naturalizzato francese, fu Disdéri che la trasformò in un grande evento commerciale, culturale e soprattutto in un notevolissimo episodio della moda del tempo.
Stampate all'inizio su carta salata - molto rara e costosa - in seguito la stampa seguirà criteri più economici come il collodio, l'albumina ed altri. A caldo, incollata su cartoncini rigidi, la carte de visite riportava sul retro anche il marchio, i premi ricevuti, divenendo in breve tempo la più importante forma di collezione della metà del secolo d'Europa e d'America. Questa tecnica permise di ridurre il costo di produzione di ogni fotografia, rendendola economicamente più accessibile e quindi più popolare.
Lo studio di Disdéri in Boulevard des Italiens, disposto su due piani, nel 1860 verrà ristrutturato con affreschi e stucchi divenne la più grande azienda fotografica di Parigi. Aprirà anche una stamperia che permise di consegnare in 48 ore migliaia di ritratti che riceva ogni giorno. Nel 1861 aprì un altro studio a Saint-Cloud e successivamente a Madrid, Tolone e Londra. Pubblicò anche il volume "L’Art de la photographie" in cui spiegò quali secondo lui avrebbero dovuto essere i criteri estetici e artistici, cui ben presto sarebbero stati condivisi da molti suoi colleghi.
Disdéri e i suoi collaboratori fotografarono le teste coronate di mezza Europa e nel 1866 reclamizzò il suo archivio che contava ben 65000 ritratti! All'apice della sua attività la sua azienda contava 100 dipendenti. Inoltre mise in vendita per la modica somma di 1,20 franchi l'una, 20 franchi in totale, 12 ritratti dei regnanti d'Europa. Disdéri fu certamente un imprenditore ma fu anche uno sperimentatore poiché studiò la stampa fotografica su tela, su porcellana, sugli smalti. Viene anche riconosciuto per aver inventato le fotocamere a doppia lente che consentirono più facilmente le doppie esposizioni.

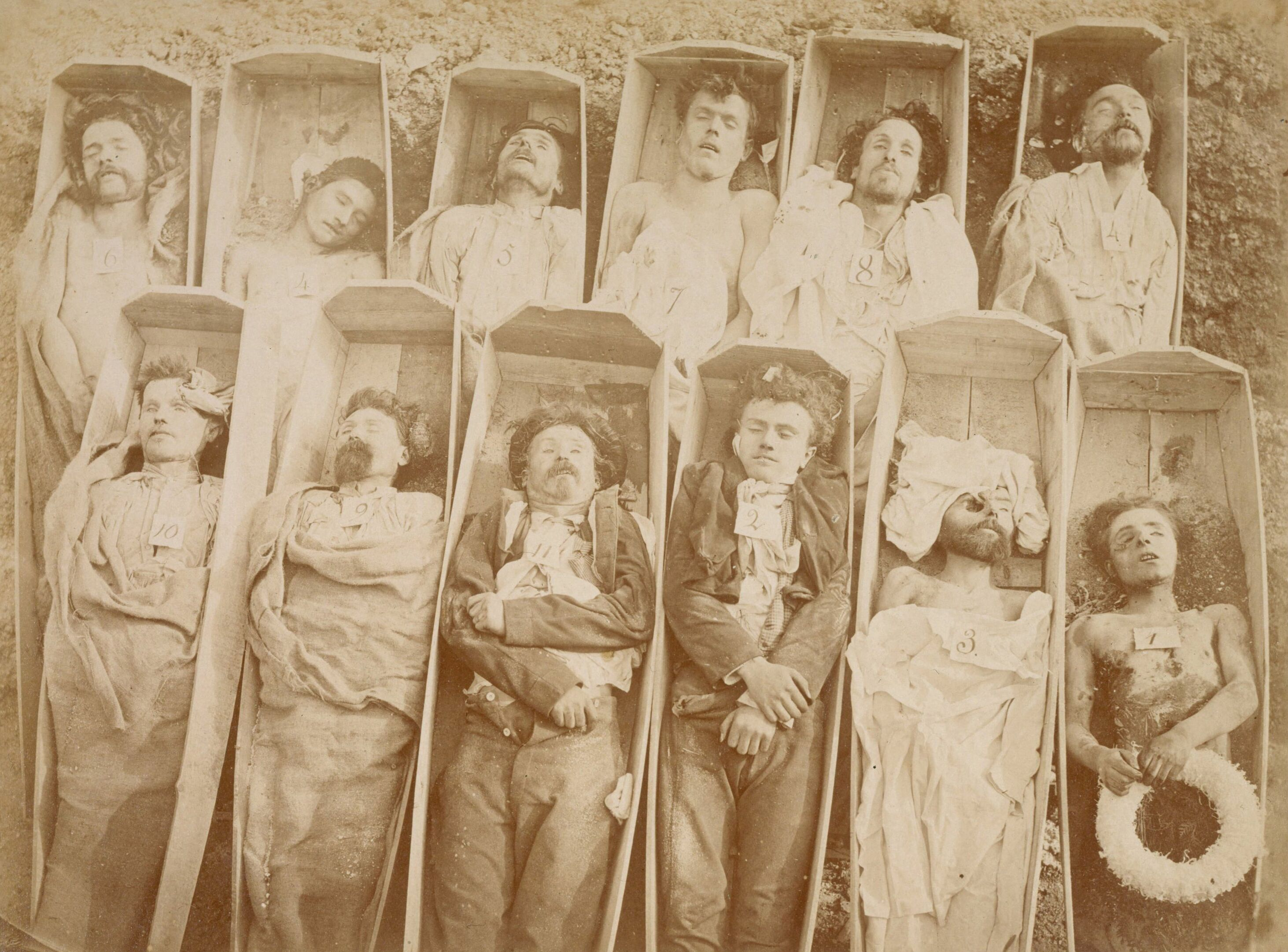
Alcuni dei ribelli della Comune di Parigi (1871), uccisi dopo la repressione

Durante la Comune di Parigi del 1871 fotografò i comunardi morti dopo la repressione, grazie alle sue amicizie con i conservatori. A partire dal 1874 le "carte de visite" iniziarono a perdere di interesse soppiantate dalle nuove tecniche. Del resto, l'invenzione della fotocamera per la "carte de visite" era piuttosto facile da riprodurre e furono moltissimi i fotografi europei ed americani che ne approfittarono. Le ingenti spese dei suoi studi erano tali che dovette vendere praticamente tutto il suo patrimonio nel 1877, marchio compreso, e anche lo studio di Boulevard des Italiens passò negli anni successivi di mano in mano. Disdérì si ritirò prima a Siviglia e nel 1879 a Nizza a fare il fotografo ambulante, ma dopo un anno rientro a Parigi, povero, solo e malato, morendo nel 1889 presso Hospital Saint'Anne "un istituto per indigenti, alcolisti e malati di mente".
È sepolto al Cimitero parigino di Bagneux di Parigi.

## Eredità
Le migliaia di immagini, recuperati da Maurice Levert, sono state vendute all'asta e sono state per la maggior parte acquisite dai musei francesi: Biblioteca nazionale di Francia, Museo d'Orsay, Réunion des Musées Nationaux ed altri e resi disponibili per la consultazione.

## Galleria d'immagini

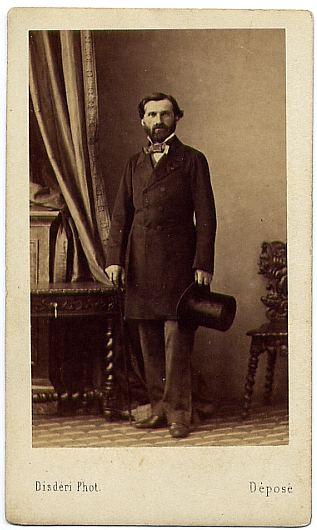
Giuseppe Verdi
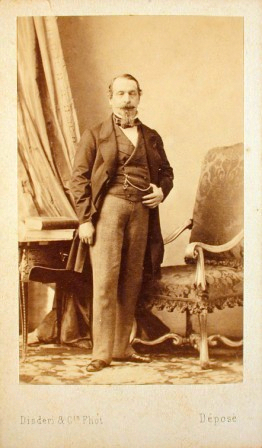
il re Napoleone III nel 1859
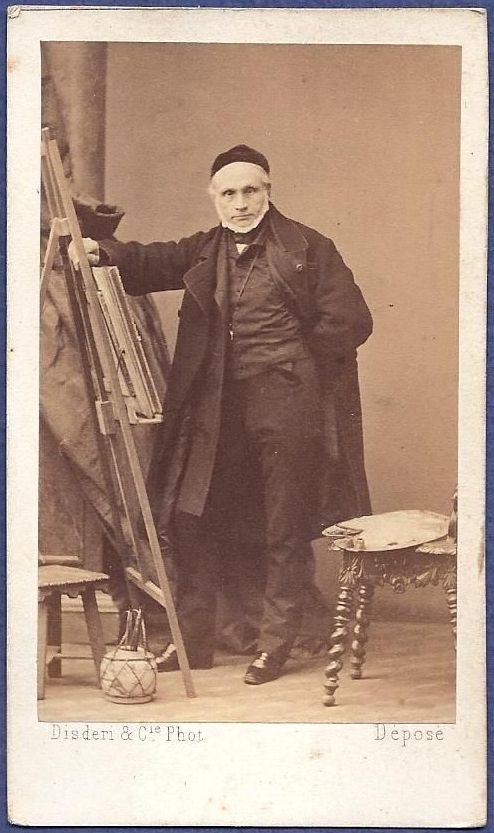
il pittore Joseph-Nicolas Robert-Fleury nel 1860
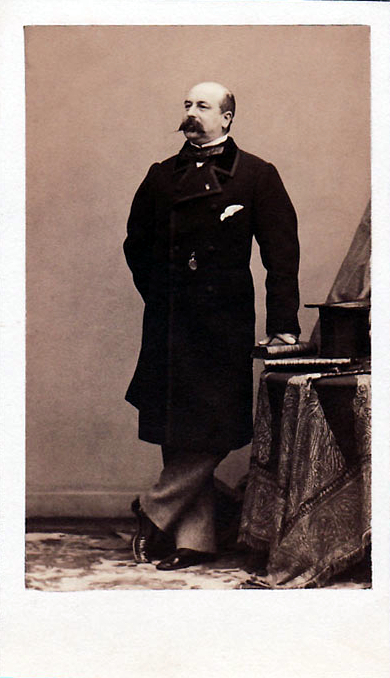
generale Ferdinando Beneventano del Bosco comandante delle truppe borboniche battaglia di Messina (1860)
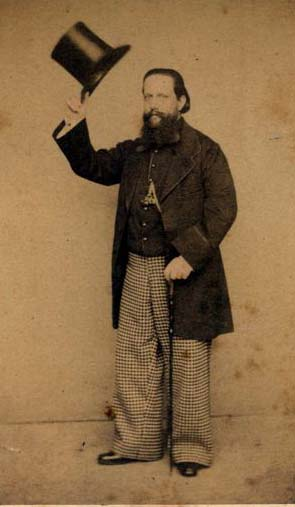
Il principe Luigi di Borbone-Due Sicilie (1824-1897) nel 1860
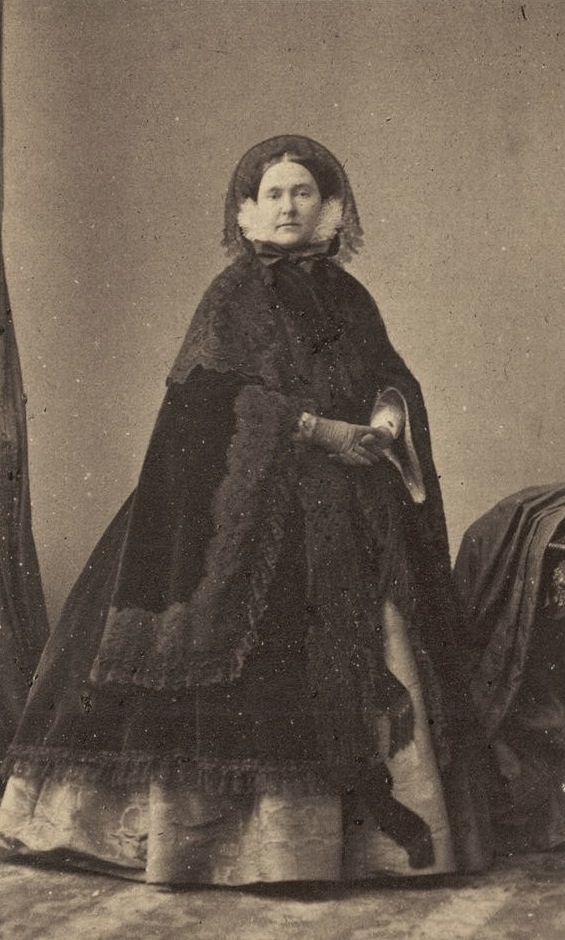
la principessa Matilde Bonaparte nel 1860
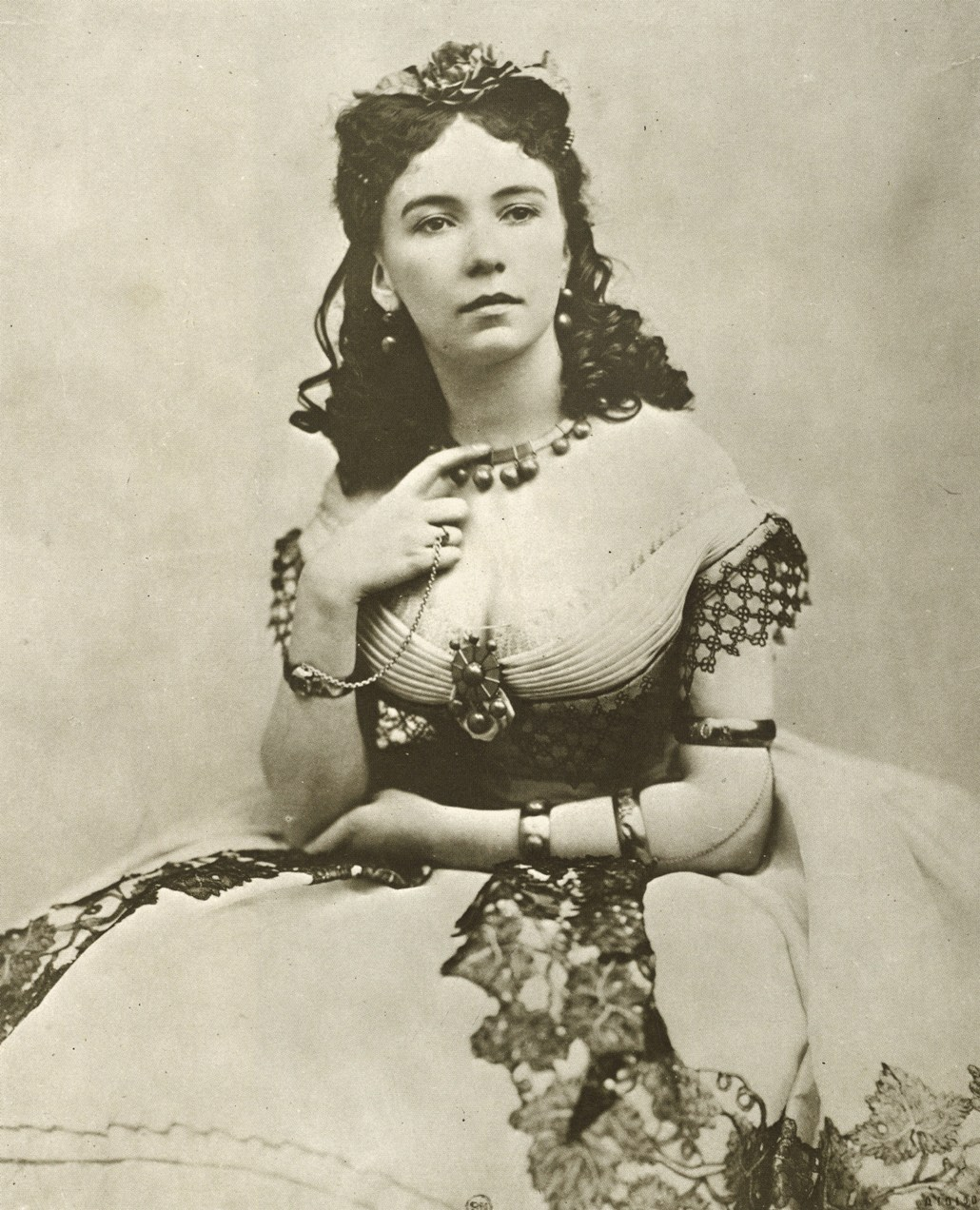
Cora Pearl la famosa cortigiana parigina nel 1860
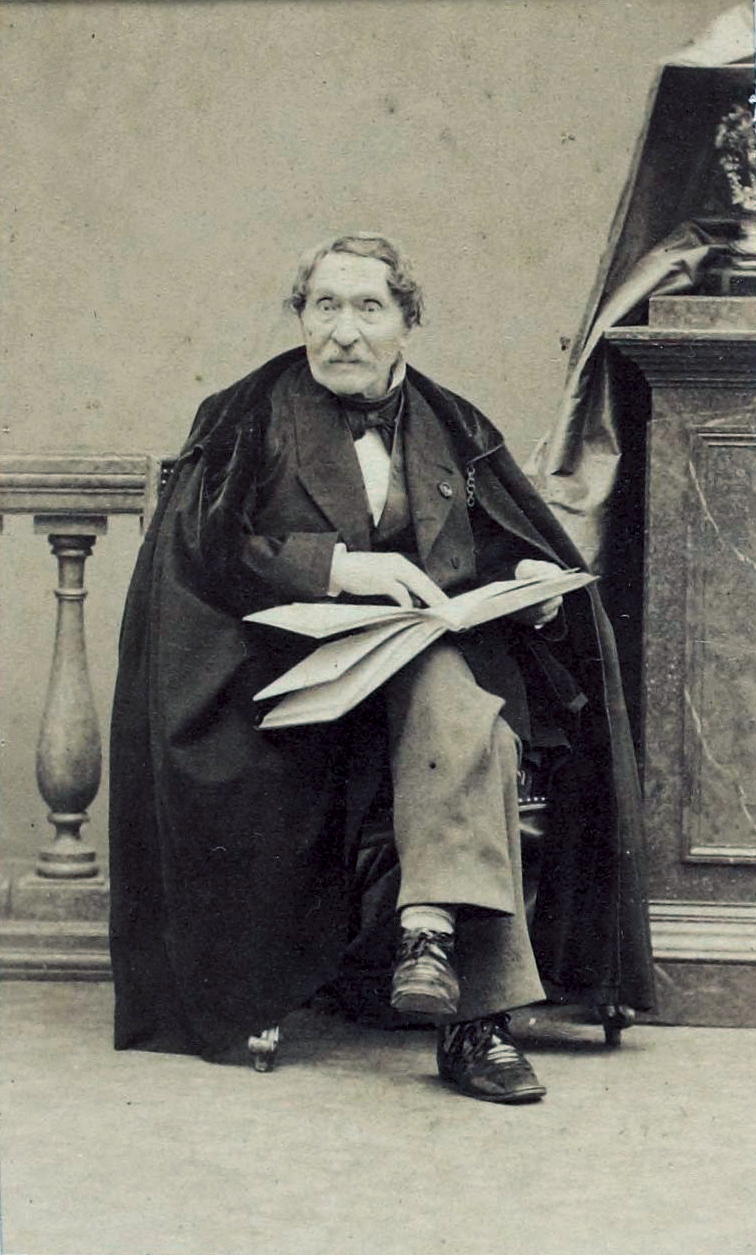
il pittore neoclassico Alexandre-Denis Abel de Pujol nel 1860
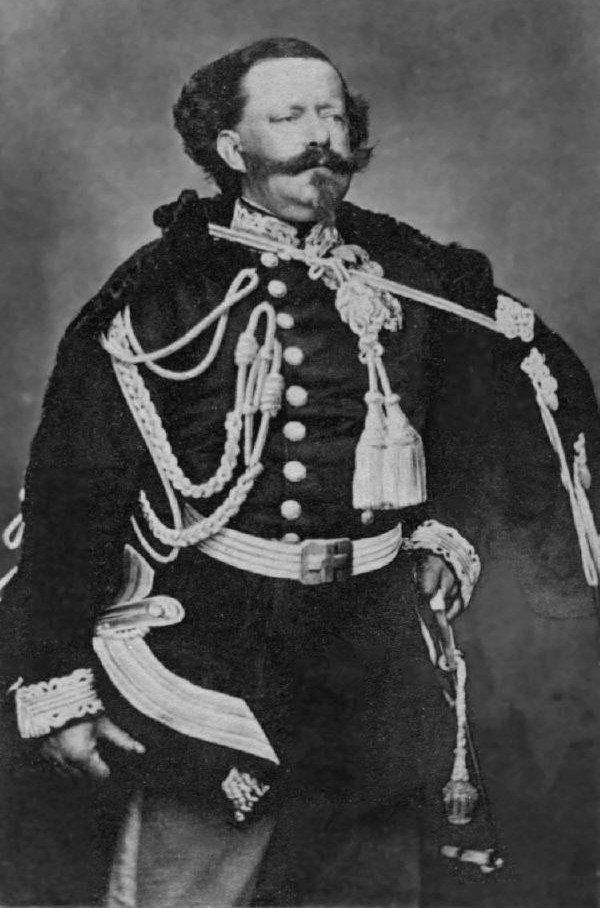
Vittorio Emanuele II re d'Italia nel 1861
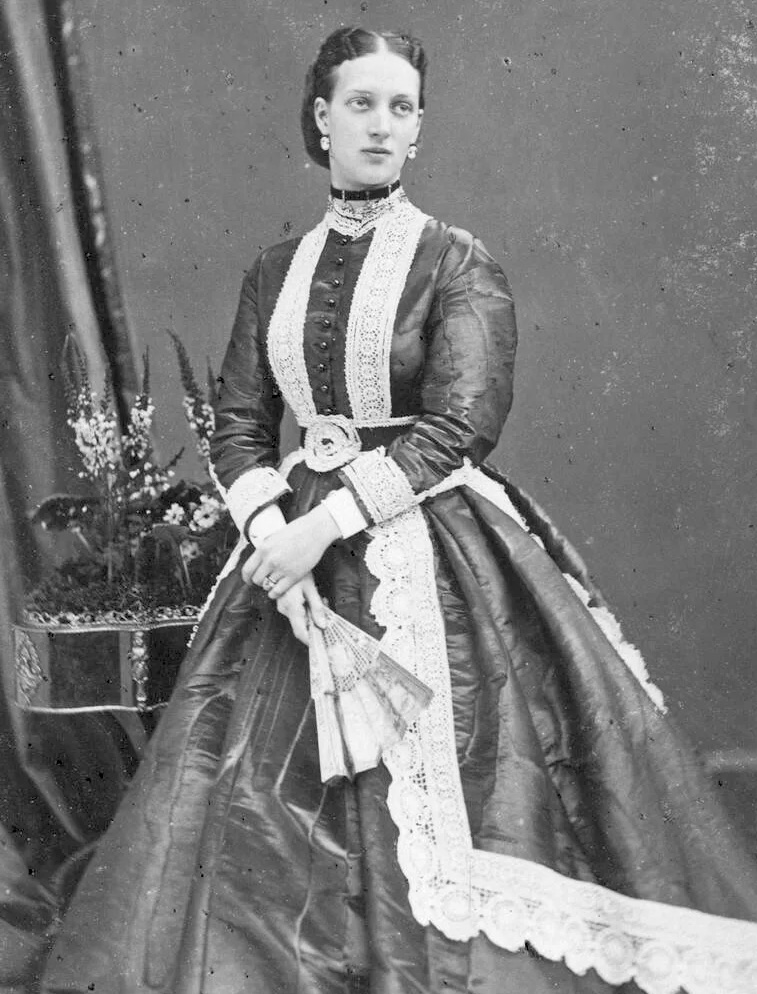
Alessandra di Danimarca principessa del Galles nel 1866
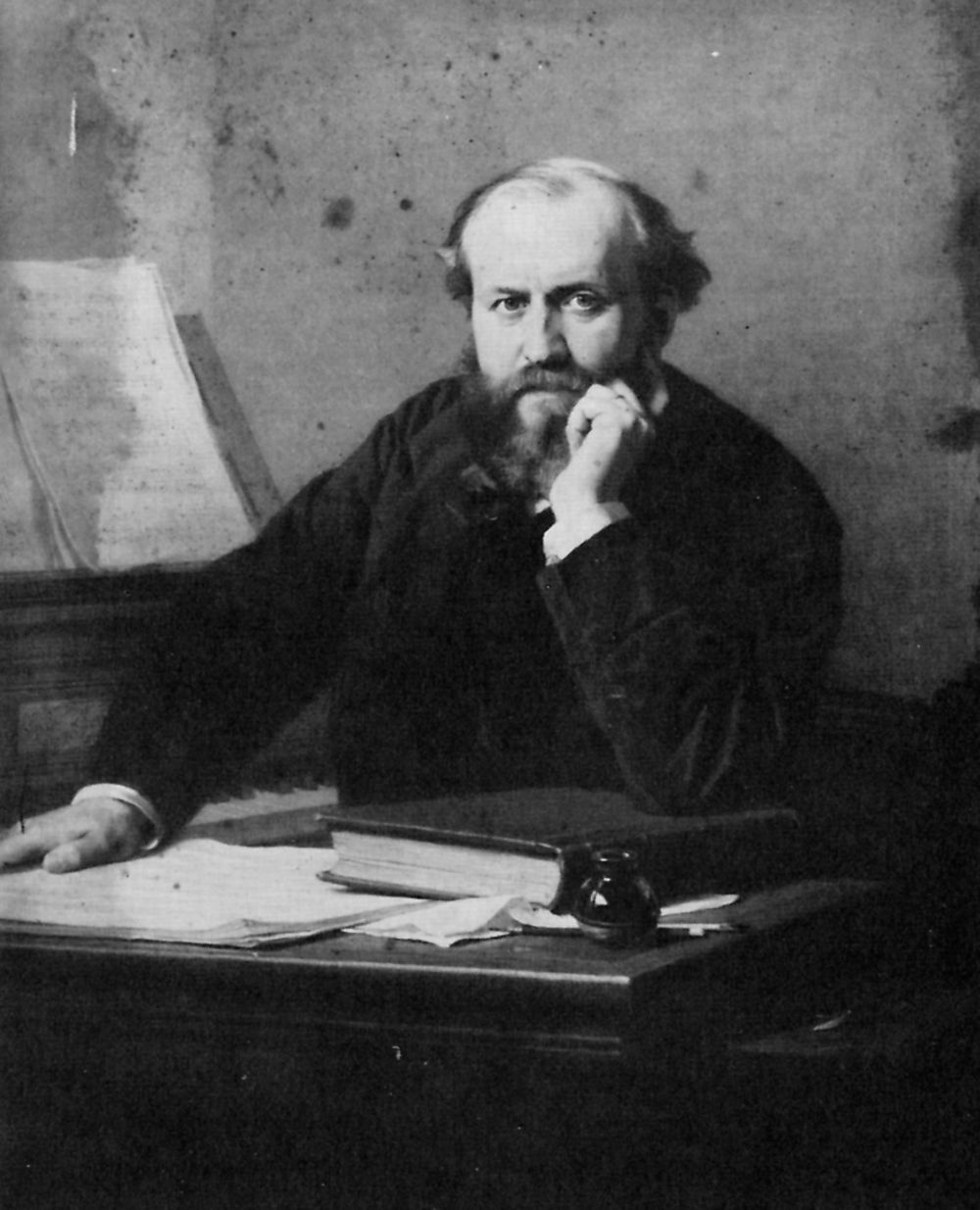
Il compositore Charles Gounod nel 1867
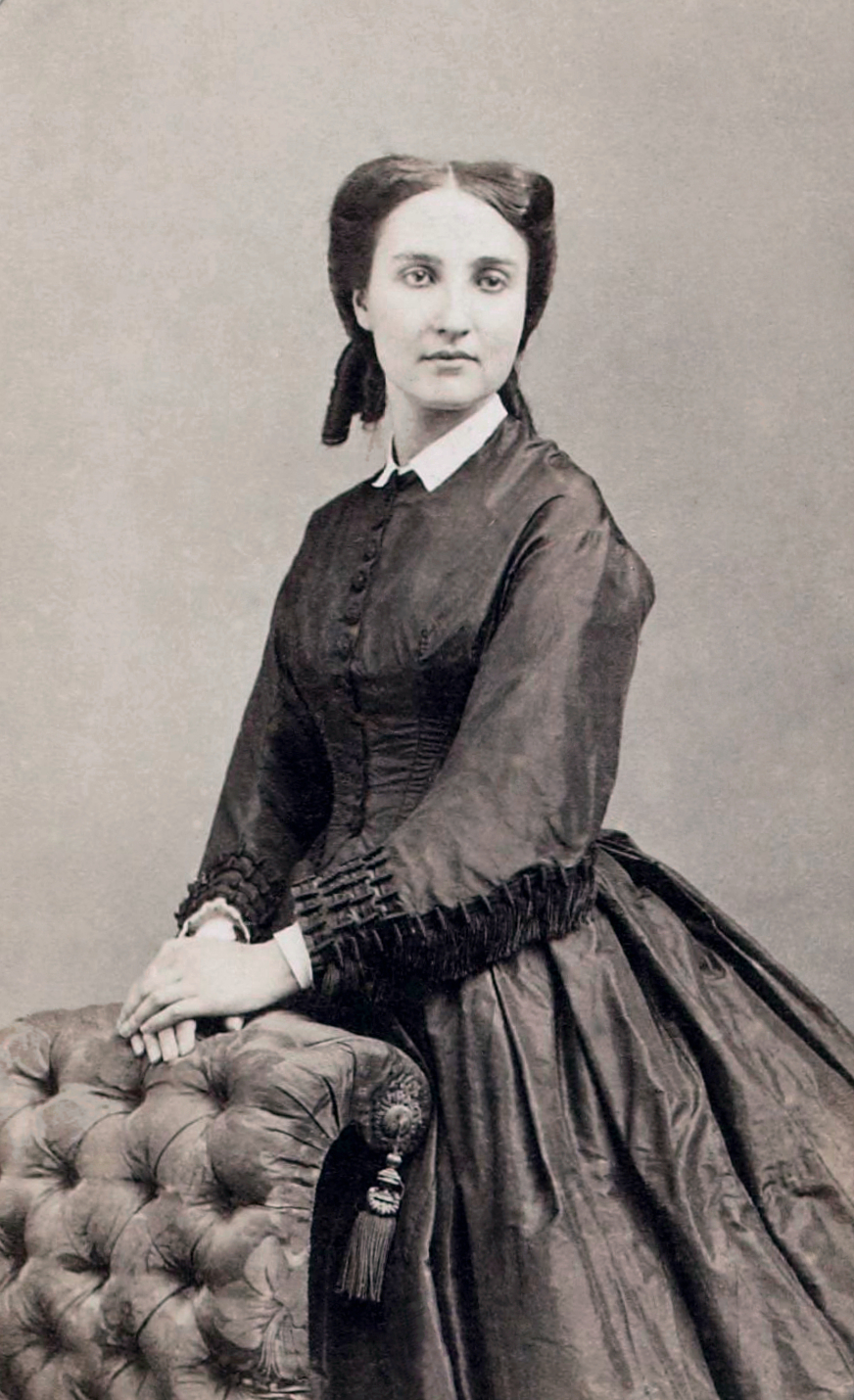
Carlotta del Belgio imperatrice del Messico, dopo il 1867
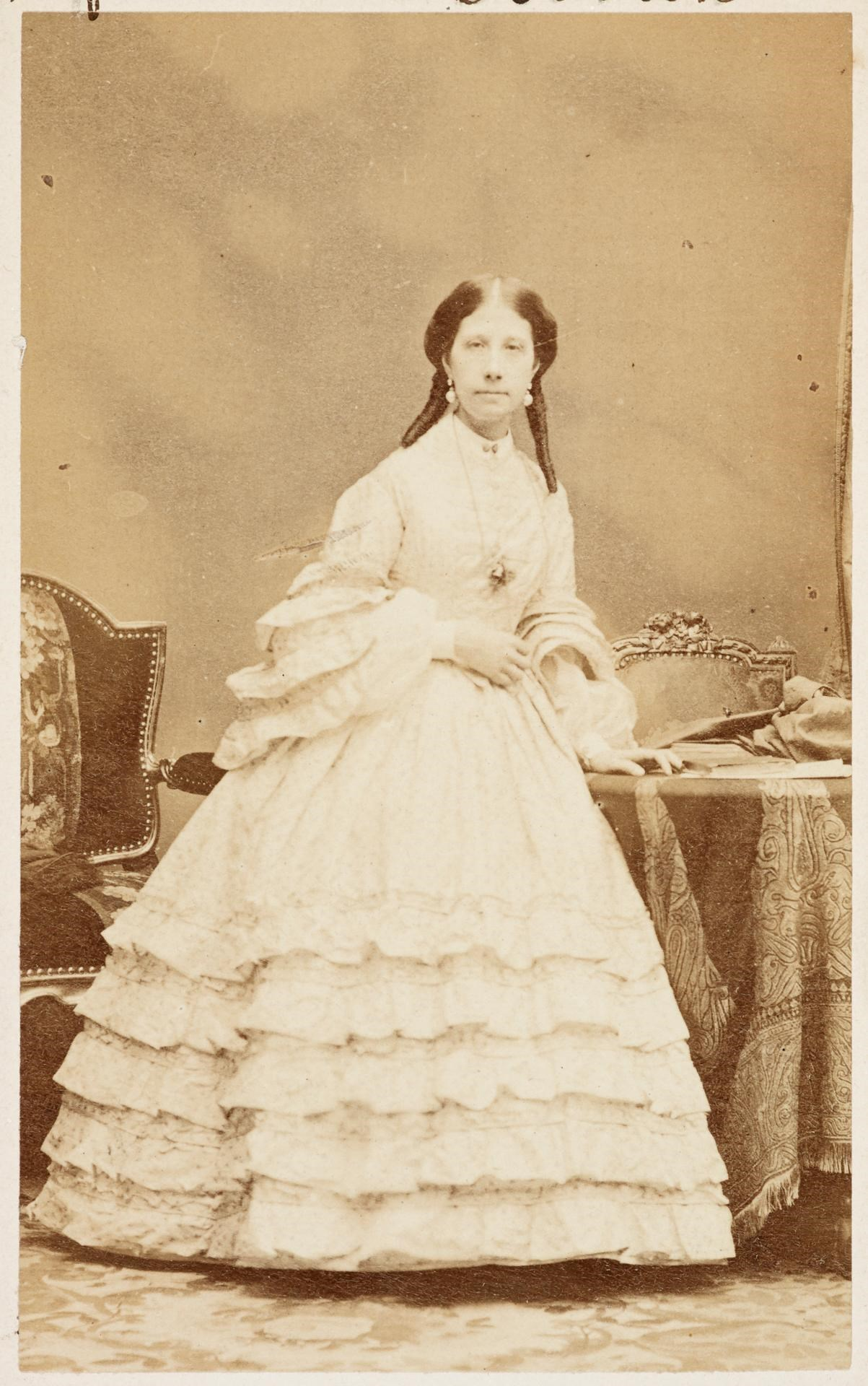
Giuseppina di Borbone-Spagna ex infanta di Spagna, nel 1870
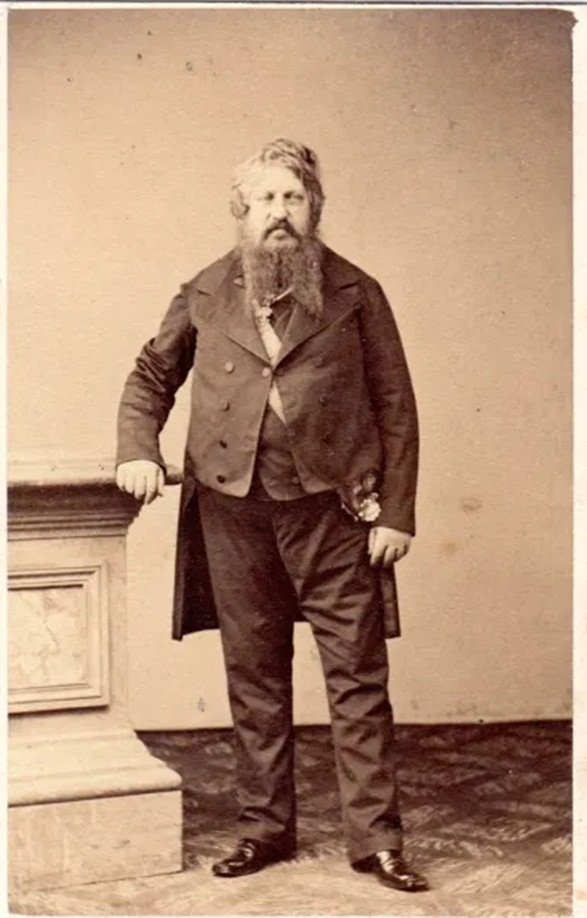
Carlo Ferdinando di Borbone-Due Sicilie principe di Capua nel 1870
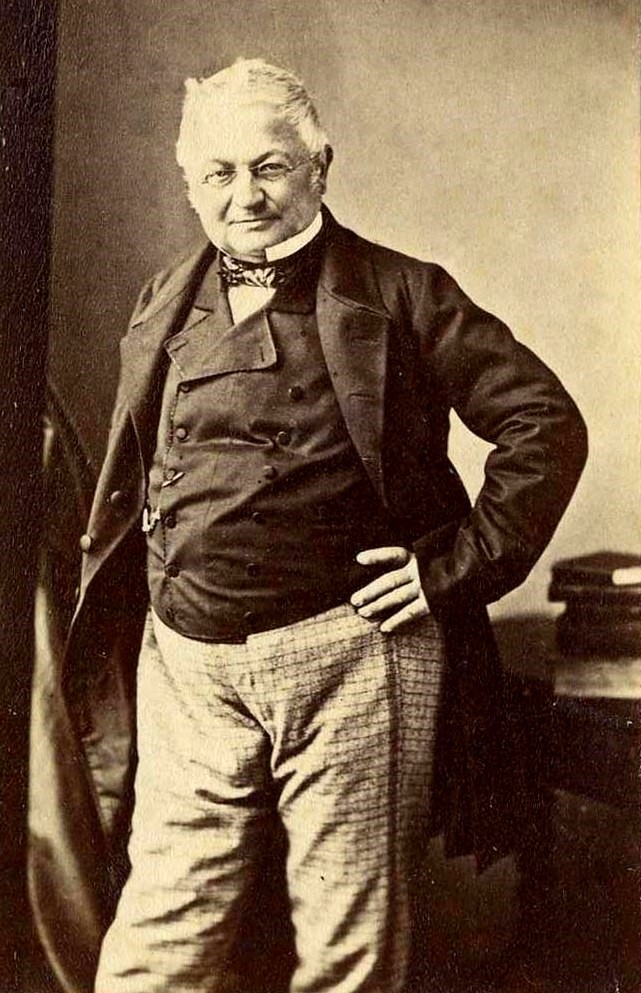
Adolphe Thiers primo Presidente della Terza Repubblica francese, prima del 1877